# Jamie Hince
Jamie Hince est un musicien, guitariste et chanteur, membre du groupe The Kills avec Alison Mosshart.

## Biographie
Jamie Hince a joué de 1988 à 1991 dans le groupe Blyth Power, avec lequel il a enregistré trois albums, puis de 1994 à 1998 dans le groupe Scarfo, en tant que chanteur/guitariste.
En 1999, il publie deux EP de son groupe Fiji avec Jeremy Stacey.
Depuis 2002, Jamie Hince joue aux côtés d'Alison Mosshart, sous le pseudonyme de « Hotel », dans le groupe de garage rock minimaliste The Kills. Il y tient le rôle de guitariste principal et chanteur secondaire.
Jamie Hince joue avec une guitare Höfner 176 avec des contrôles qui paraissent identiques à une 169, grâce au potentiomètre de réglage de la position « rythm » par rapport à la position « solo ». 
À la suite d'un accident, il subit six interventions chirurgicales pour soigner son majeur de la main gauche. De ce fait, il a adapté son jeu de guitare, ne pouvant plus, par exemple, faire de bend. Il a fait mettre des vibratos Bigsby sur toutes ses guitares afin de pouvoir palier ce défaut.

## Vie privée
La popularité du personnage a fait un bond depuis sa relation avec le mannequin Kate Moss, qu'il fréquente depuis 2007 et qu'il épouse le 1er juillet 2011. Le couple se sépare en 2015 et divorce en 2016.

## Discographie

### Avec Blyth Power
- The Barman and Other Stories, Midnight Music (1988)
- Pont Au-Dessus de la Brue, Midnight Music (1989)
- Alnwick and Tyne, Midnight Music (1990)

### Avec Scarfo
- Scarfo, Deceptive Records (1995)
- Luxury Plane Crash, Deceptive Records (1997)

### Avec Fiji
- The Glue Hotel Tapes, Impresario Records (1999)
- Cattlecount, Impresario Records (1999)

### Avec The Kills
- Black Rooster EP, Domino Records (2002)
- Keep on Your Mean Side, Domino Records (2003)
- No Wow, Domino Records (2005)
- Midnight Boom, Domino Records (2008)
- Blood Pressures, Domino Records (2011)
- Ash & Ice, Domino Records (2016)
- "God Games", Domino Records (2023)